# ۵۳۵ (خورشیدی)
۵۳۵ پانصد و سی و پنجمین سال هجری خورشیدی است.